# Antonio Pietrangeli
Antonio Pietrangeli (Roma, 1919-Gaeta, 1968) fue un director de cine italiano. 

## Biografía

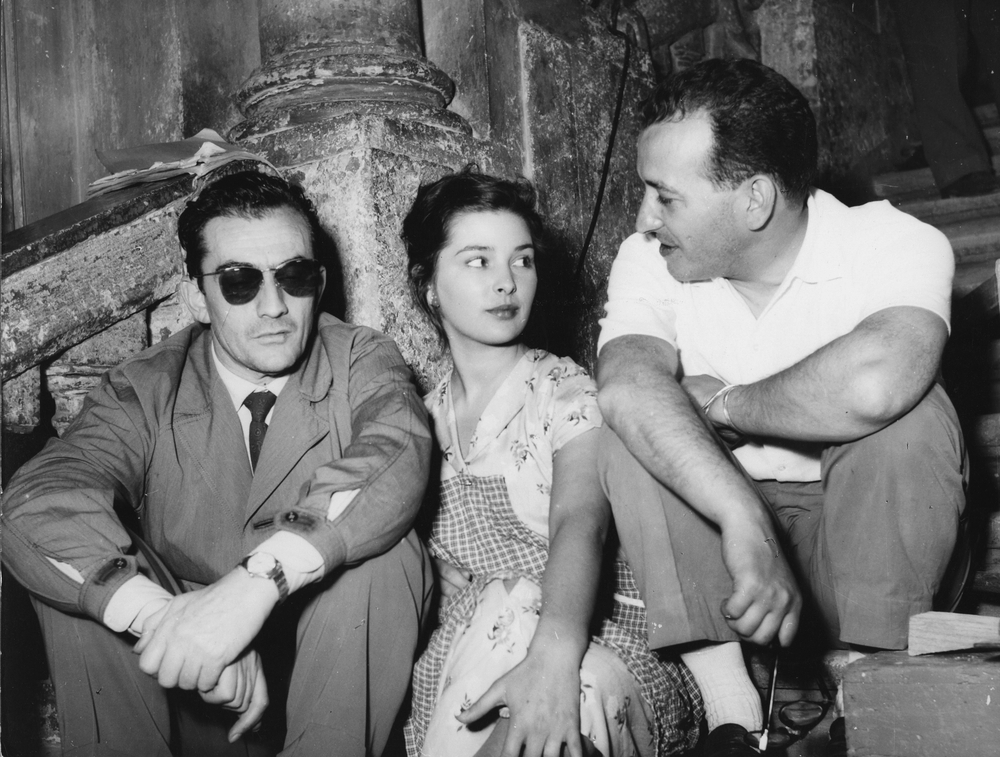
Luchino Visconti, Irene Galter y Antonio Pietrangeli durante el rodaje de Il sole negli occhi (1953).

Inició su carrera como crítico de cine, escribiendo en Bianco e nero y Cinema, y como escenógrafo en Ossessione de Luchino Visconti, Fabiola de Alessandro Blasetti, Europa '51 de Roberto Rossellini y La lupa de Alberto Lattuada.
Debutó con la película Il sole negli occhi en 1953 y alcanzó su plenitud dentro de la commedia all'italiana con la película Lo scapolo de 1955, con Alberto Sordi y Nino Manfredi.

## Premios
- David de Donatello, 1958.
- Festival Internacional de Cine de Berlín, 1964.
- Nastro d'argento, 1966.

## Filmografía
- Il sole negli occhi (1953)
- Amori di mezzosecolo (1953) - Episodio Girandola 1910
- Lo scapolo (1955)
- Nata di marzo (1957)
- Souvenir d'Italie (1957)
- Adua e le compagne (1960)
- Fantasmi a Roma (1961)
- La parmigiana (1963)
- La entrevista (La visita) (1963)
- Il magnifico cornuto (1964)
- Io la conoscevo bene (1965)
- Le fate (1966) - Episodio Fata Marta
- Come, quando, perché (1969)

## Premios y distinciones
Festival Internacional de Cine de Berlín
| Año  | Categoría       | Película  | Resultado |
| ---- | --------------- | --------- | --------- |
| 1964 | Premio FIPRESCI | La visita | Ganador   |